# Periclimenes
Genre
Periclimenes est un genre de crevettes qui vivent en symbiose avec des animaux plus grands, le plus souvent des anémones de mer, mais parfois des coraux, des étoiles de mer, des oursins, des holothuries.
La crevette impériale, quant à elle, peut vivre sur des nudibranches et préfère particulièrement la danseuse espagnole Hexabranchus sanguineus.
Ces crevettes arborent une grande diversité de robes et de formes, dépendant le plus souvent de leur hôte.

## Liste des espèces
Selon De Grave & Türkay pour WoRMS :
- Periclimenes acanthimerus Bruce, 2006

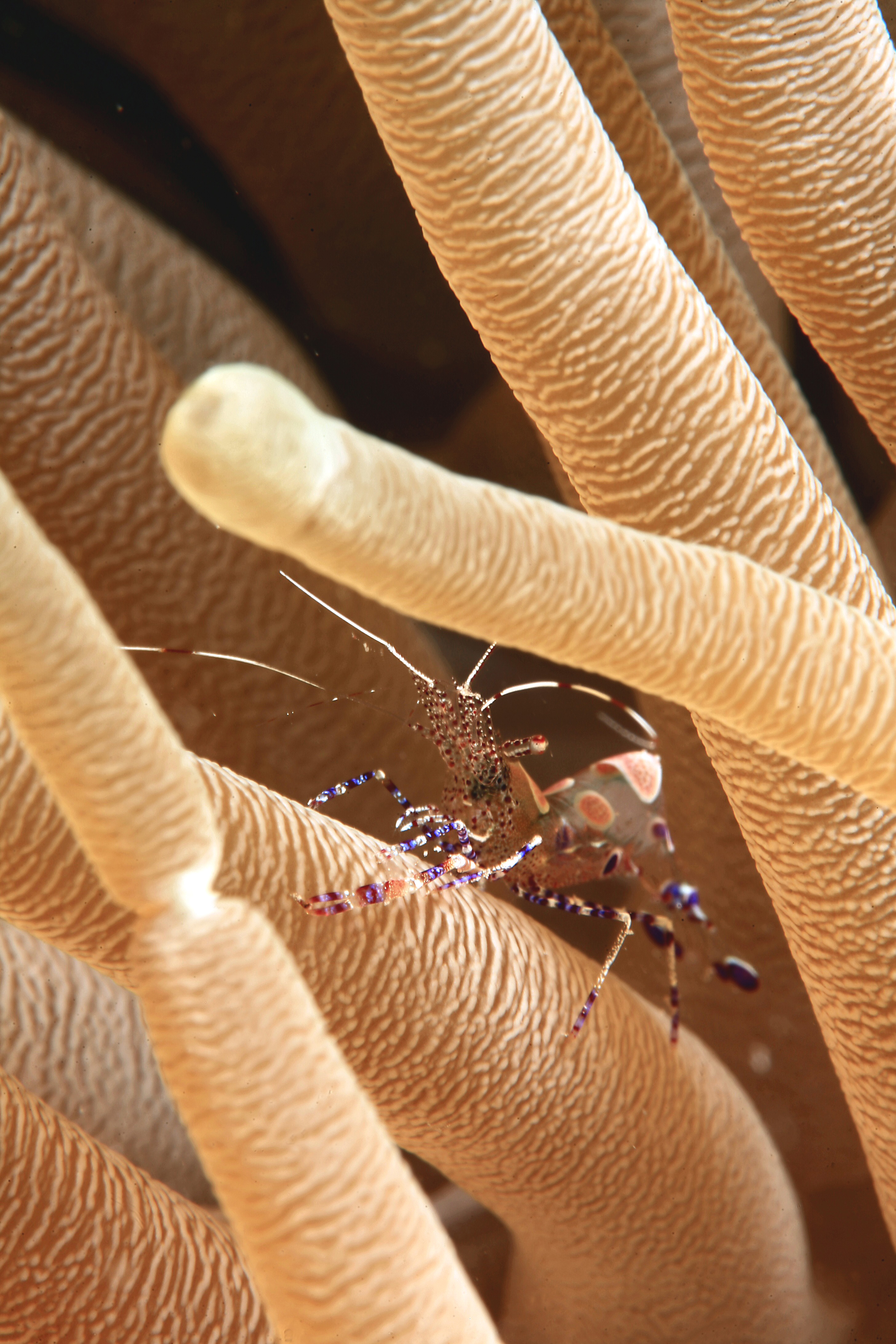
Periclimenes yucatanicus sur une anémone à Curaçao (Antilles néerlandaises).

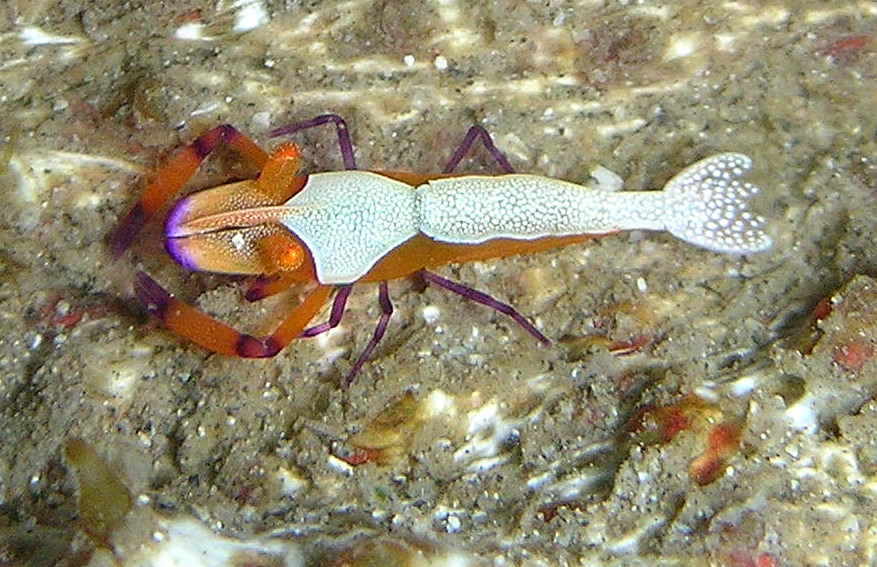
Periclimenes imperator

- Periclimenes aegylios Grippa & d'Udekem d'Acoz, 1996
- Periclimenes affinis (Zehntner, 1894)
- Periclimenes albatrossae Chace & Bruce, 1993
- Periclimenes albolineatus Bruce & Coombes, 1997
- Periclimenes alcocki Kemp, 1922
- Periclimenes aleator Bruce, 1991
- Periclimenes alexanderi X. Li, 2008
- Periclimenes amethysteus (Risso, 1826)
- Periclimenes andresi Macpherson, 1988
- Periclimenes antipathophilus Spotte, Heard & Bubucis, 1994
- Periclimenes batei (Borradaile, 1917)
- Periclimenes boucheti X. Li, Mitsuhashi & Chan, 2008
- Periclimenes bowmani Chace, 1972
- Periclimenes brevicarpalis (Schenkel, 1902)
- Periclimenes brevinaris Nobili, 1906
- Periclimenes brevirostris Bruce, 1991
- Periclimenes brucei Duriš, 1990
- Periclimenes burrup Bruce, 2007
- Periclimenes calcaratus Chace & Bruce, 1993
- Periclimenes calmani Tattersal, 1921
- Periclimenes canalinsulae Bruce & Coombes, 1997
- Periclimenes cannaphilus Komai, Nemoto & Tsuchida, 2010
- Periclimenes carinidactylus Bruce, 1969
- Periclimenes chacei X. Li, Bruce & Manning, 2004
- Periclimenes colemani Bruce, 1975
- Periclimenes colesi De Grave & Anker, 2009
- Periclimenes commensalis Borradaile, 1915
- Periclimenes compressus Borradaile, 1915
- Periclimenes consobrinus (De Man, 1902)
- Periclimenes coriolis Bruce, 1985
- Periclimenes crinoidalis Chace, 1969
- Periclimenes cristimanus Bruce, 1965
- Periclimenes crosnieri X. Li & Bruce, 2006
- Periclimenes curvirostris Kubo, 1940
- Periclimenes dardanicola Bruce & Okuno, 2006
- Periclimenes delagoae Barnard, 1958
- Periclimenes dentidactylus Bruce, 1984
- Periclimenes difficilis Bruce, 1976
- Periclimenes digitalis Kemp, 1922
- Periclimenes diversipes Kemp, 1922
- Periclimenes eleftherioui Koukouras & Türkay, 1996
- Periclimenes exederens Bruce, 1969
- Periclimenes fenneri Bruce, 2005
- Periclimenes fimbriatus (Borradaile, 1915)
- Periclimenes finlayi Chace, 1972
- Periclimenes forcipulatus Bruce, 1991
- Periclimenes foresti Bruce, 1981
- Periclimenes forgesi X. Li & Bruce, 2006
- Periclimenes foveolatus Bruce, 1981
- Periclimenes fujinoi Bruce, 1990
- Periclimenes gonioporae Bruce, 1989
- Periclimenes granulatus Holthuis, 1950
- Periclimenes granulimanus Bruce, 1978
- Periclimenes granuloides Hayashi in Baba, Hayashi & Toriyama, 1986
- Periclimenes guarapari De Grave, 2008
- Periclimenes harringtoni Lebour, 1949
- Periclimenes hertwigi Balss, 1913
- Periclimenes hongkongensis Bruce, 1969
- Periclimenes hydrothermophilus Hayashi & Ohtomi, 2001
- Periclimenes imperator Bruce, 1967
- Periclimenes incertus Borradaile, 1915
- Periclimenes infraspinis (Rathbun, 1902)
- Periclimenes ingressicolumbi Berggren & Svane, 1989
- Periclimenes inornatus Kemp, 1922
- Periclimenes investigatoris Kemp, 1922
- Periclimenes involens Bruce, 1996
- Periclimenes iridescens Lebour, 1949
- Periclimenes ischiospinosus Bruce, 1991
- Periclimenes josephi X. Li, 2008
- Periclimenes jugalis Holthuis, 1952
- Periclimenes kallisto Bruce, 2008
- Periclimenes kempi Bruce, 1969
- Periclimenes kornii (Lo Bianco, 1903)
- Periclimenes laccadivensis (Alcock & Anderson, 1894)
- Periclimenes laevimanus Duriš, 2010
- Periclimenes lanipes Kemp, 1922
- Periclimenes latipollex Kemp, 1922
- Periclimenes lepidus Bruce, 1978
- Periclimenes leptodactylus Bruce, 1991
- Periclimenes leptopus Kemp, 1922
- Periclimenes leptunguis X. Li, Mitsuhashi & Chan, 2008
- Periclimenes longimanus (Dana, 1852)
- Periclimenes longipes (Stimpson, 1860)
- Periclimenes loyautensis X. Li & Bruce, 2006
- Periclimenes macrophthalmus Fujino & Miyake, 1970
- Periclimenes madreporae Bruce, 1969
- Periclimenes magnus Holthuis, 1951
- Periclimenes mahei Bruce, 1969
- Periclimenes maldivensis Bruce, 1969
- Periclimenes manihine Bruce, 2006
- Periclimenes mclaughlinae Fransen, 2006
- Periclimenes mclellandi Heard & Spotte, 1997
- Periclimenes meyeri Chace, 1969
- Periclimenes milleri Bruce, 1986
- Periclimenes murcielagensis Vargas, 2000
- Periclimenes nevillei Bruce, 2010
- Periclimenes ngi X. Li, Mitsuhashi & Chan, 2008
- Periclimenes nomadophila Berggren, 1994
- Periclimenes novaffinis Bruce & Coombes, 1997
- Periclimenes obscurus Kemp, 1922
- Periclimenes ordinarius Bruce, 1991
- Periclimenes ornatellus Bruce, 1979
- Periclimenes ornatus Bruce, 1969
- Periclimenes paivai Chace, 1969
- Periclimenes pandionis Holthuis, 1951
- Periclimenes panglaonis X. Li, Mitsuhashi & Chan, 2008
- Periclimenes paralcocki X. Li & Bruce, 2006
- Periclimenes paraleator X. Li & Bruce, 2006
- Periclimenes paraparvus Bruce, 1969
- Periclimenes parvispinatus Bruce, 1990
- Periclimenes parvus Borradaile, 1898
- Periclimenes patae Heard & Spotte, 1991
- Periclimenes pauper Holthuis, 1951
- Periclimenes pectiniferus Holthuis, 1952
- Periclimenes pectinipes Bruce, 1991
- Periclimenes perlucidus Bruce, 1969
- Periclimenes perryae Chace, 1942
- Periclimenes perturbans Bruce, 1978
- Periclimenes pholeter Holthuis, 1973
- Periclimenes platalea Holthuis, 1951
- Periclimenes platydactylus X. Li, 2008
- Periclimenes platyrhynchus Bruce, 1991
- Periclimenes polynesiensis X. Li, 2008
- Periclimenes poriphilus Bruce, 2010
- Periclimenes poupini Bruce, 1989
- Periclimenes pseudalcocki X. Li & Bruce, 2006
- Periclimenes rathbunae Schmitt, 1924
- Periclimenes rectirostris Bruce, 1981
- Periclimenes rex Kemp, 1922
- Periclimenes richeri Bruce, 1990
- Periclimenes robustus (Borradaile, 1915)
- Periclimenes ruber Bruce, 1982
- Periclimenes sagittifer (Norman, 1861)
- Periclimenes sandybrucei Mitsuhashi & Chan, 2009
- Periclimenes sandyi De Grave, 2009
- Periclimenes sarasvati
- Periclimenes sarkanae Bruce, 2007
- Periclimenes scriptus (Risso, 1822)
- Periclimenes sibogae Holthuis, 1952
- Periclimenes sinensis Bruce, 1969
- Periclimenes soror Nobili, 1904
- Periclimenes tangeroa Bruce, 2005
- Periclimenes tenellus (Smith, 1882)
- Periclimenes terangeri Bruce, 1998
- Periclimenes thermohydrophilus Hayashi & Ohtomi, 2001
- Periclimenes toloensis Bruce, 1969
- Periclimenes tonga Bruce, 1988
- Periclimenes uniunguiculatus Bruce, 1990
- Periclimenes vaubani Bruce, 1990
- Periclimenes veleronis Holthuis, 1951
- Periclimenes vicinus X. Li, 2008
- Periclimenes watamuae Bruce, 1976
- Periclimenes wirtzi d'Udekem d'Acoz, 1996
- Periclimenes yaldwyni Holthuis, 1959
- Periclimenes yucatanicus (Ives, 1891)
- Periclimenes zanzibaricus Bruce, 1967
- Periclimenes zevinae Duriš, 1990

## Galerie

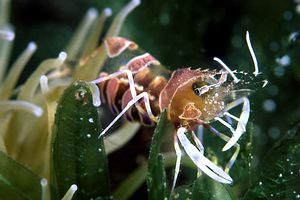
Periclimenes amethysteus
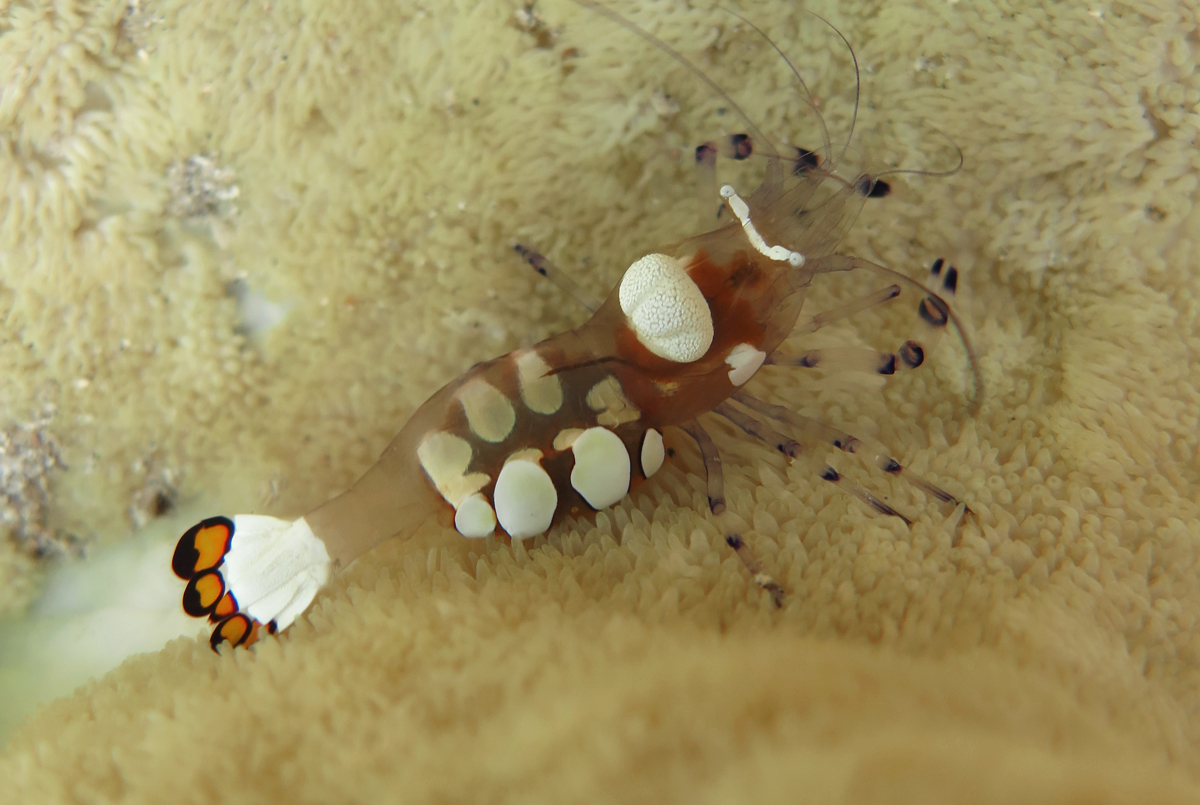
Periclimenes brevicarpalis sur une anémone à La Réunion
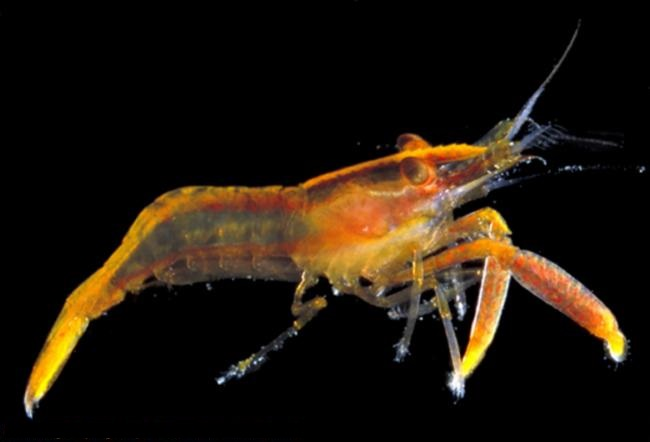
Periclimenes carinidactylus
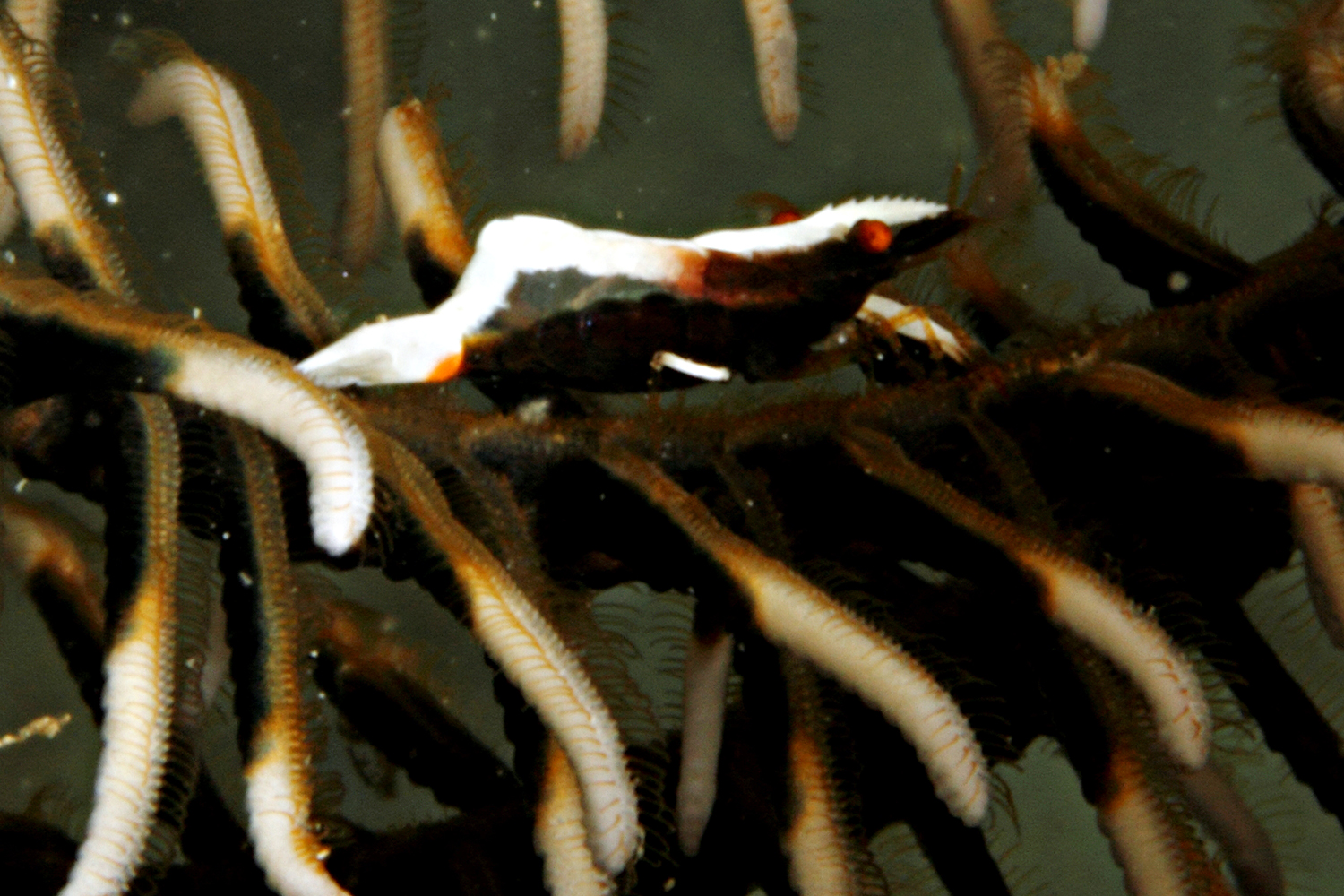
Periclimenes crinoidalis sur un crinoïde.
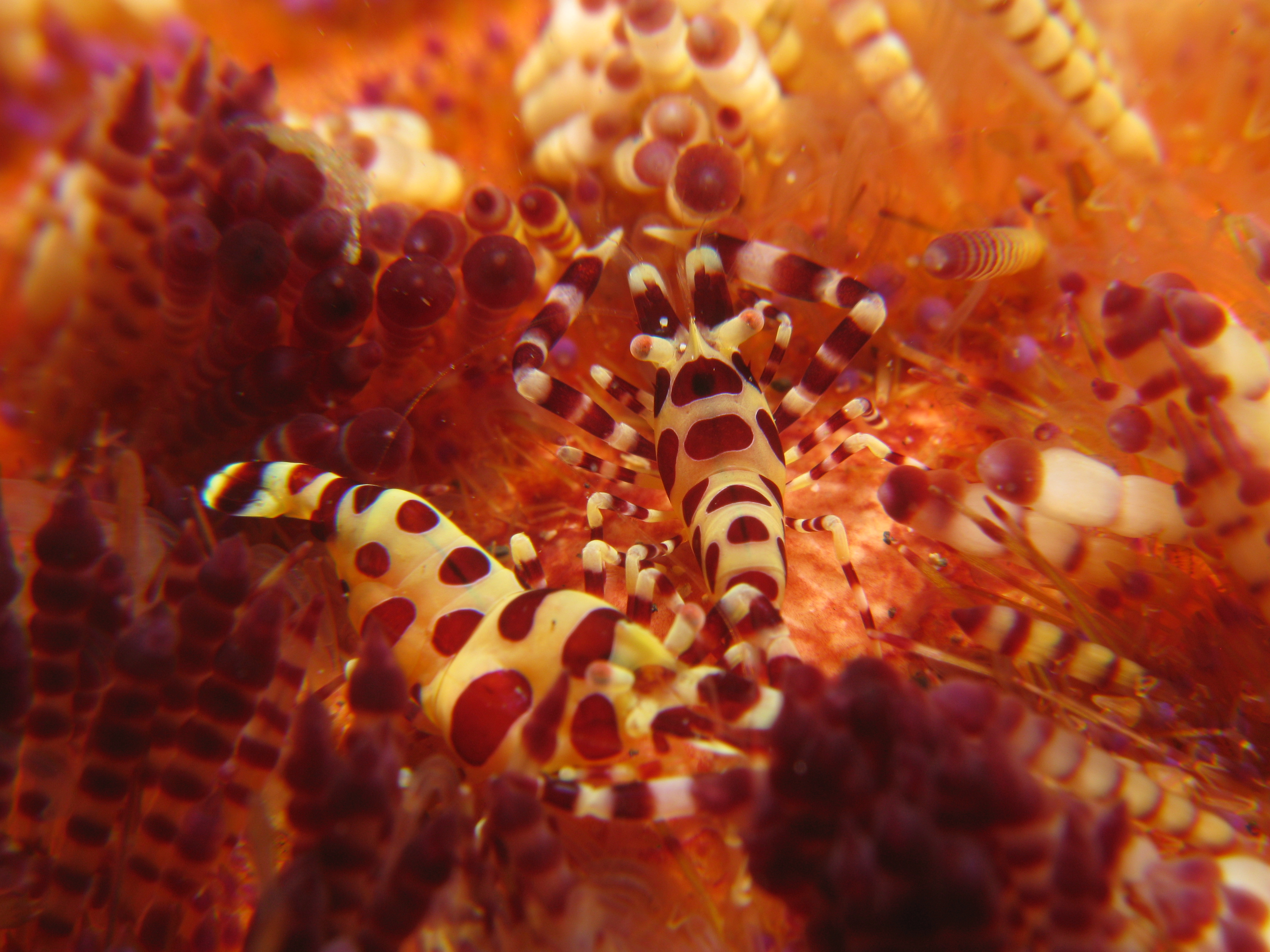
Periclimenes colemani entre les piquants d'un oursin Asthenosoma varium en Indonésie.
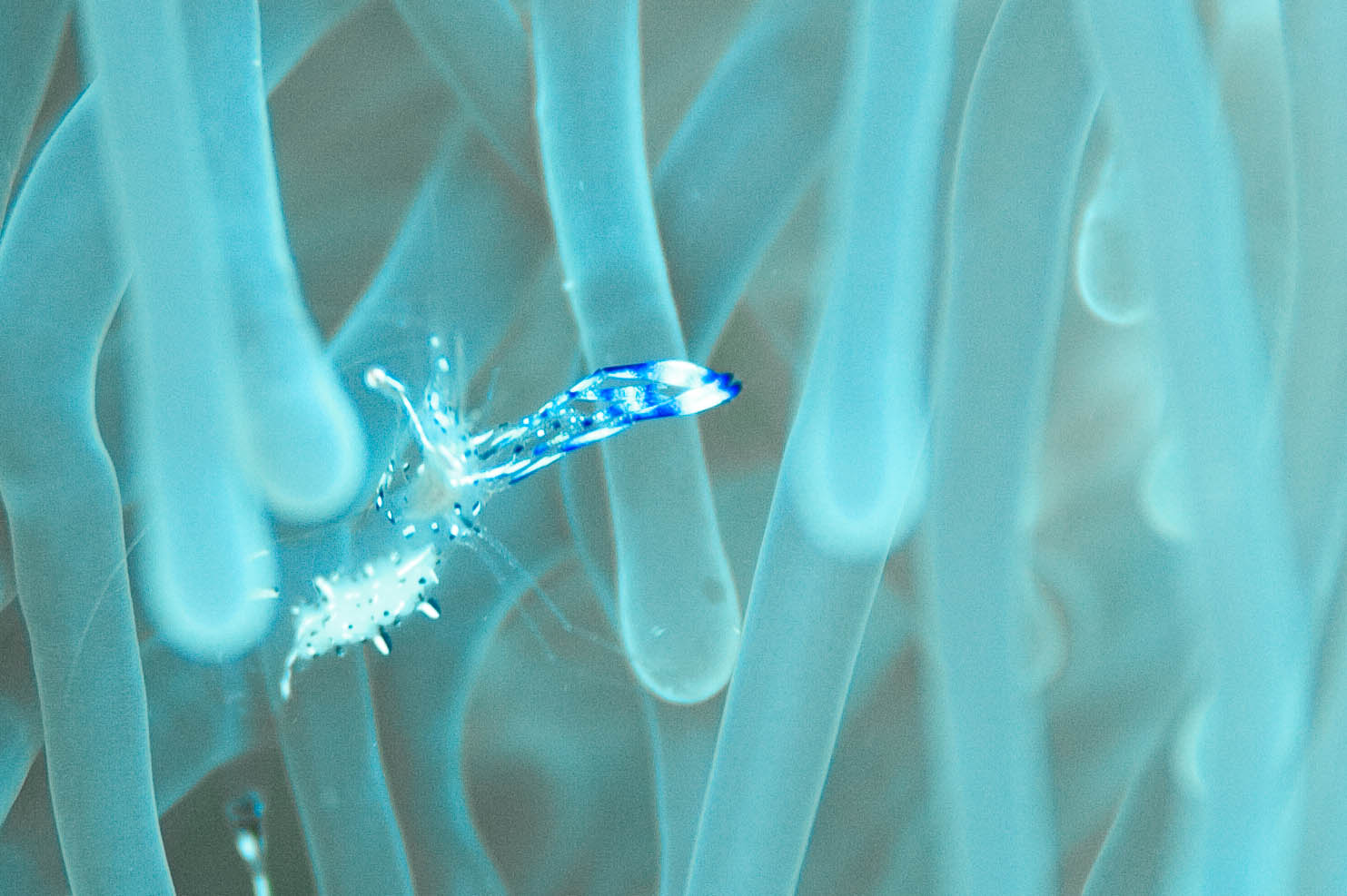
Periclimenes holthuisi sur une anémone.
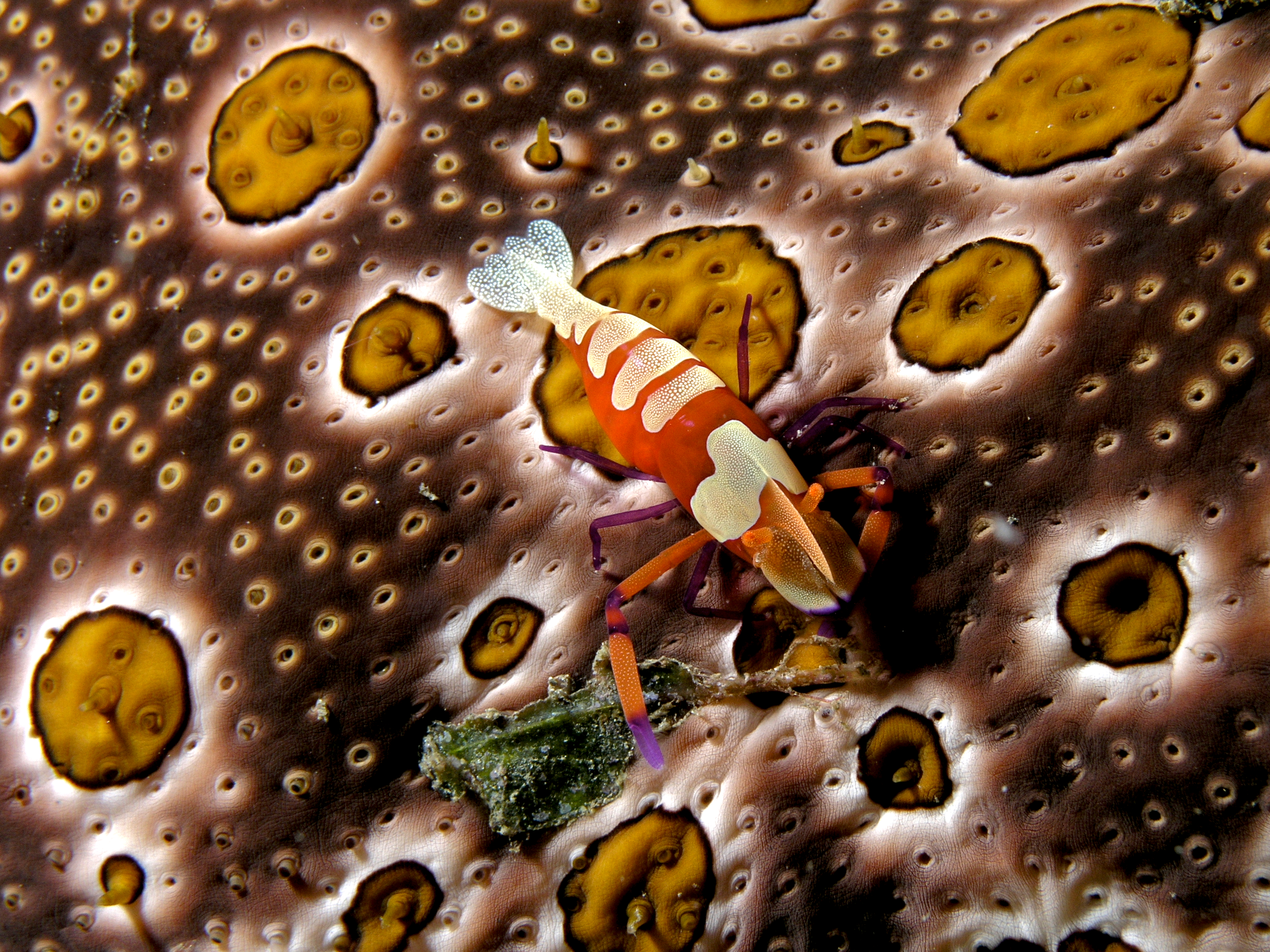
Periclimenes imperator sur une holothurie
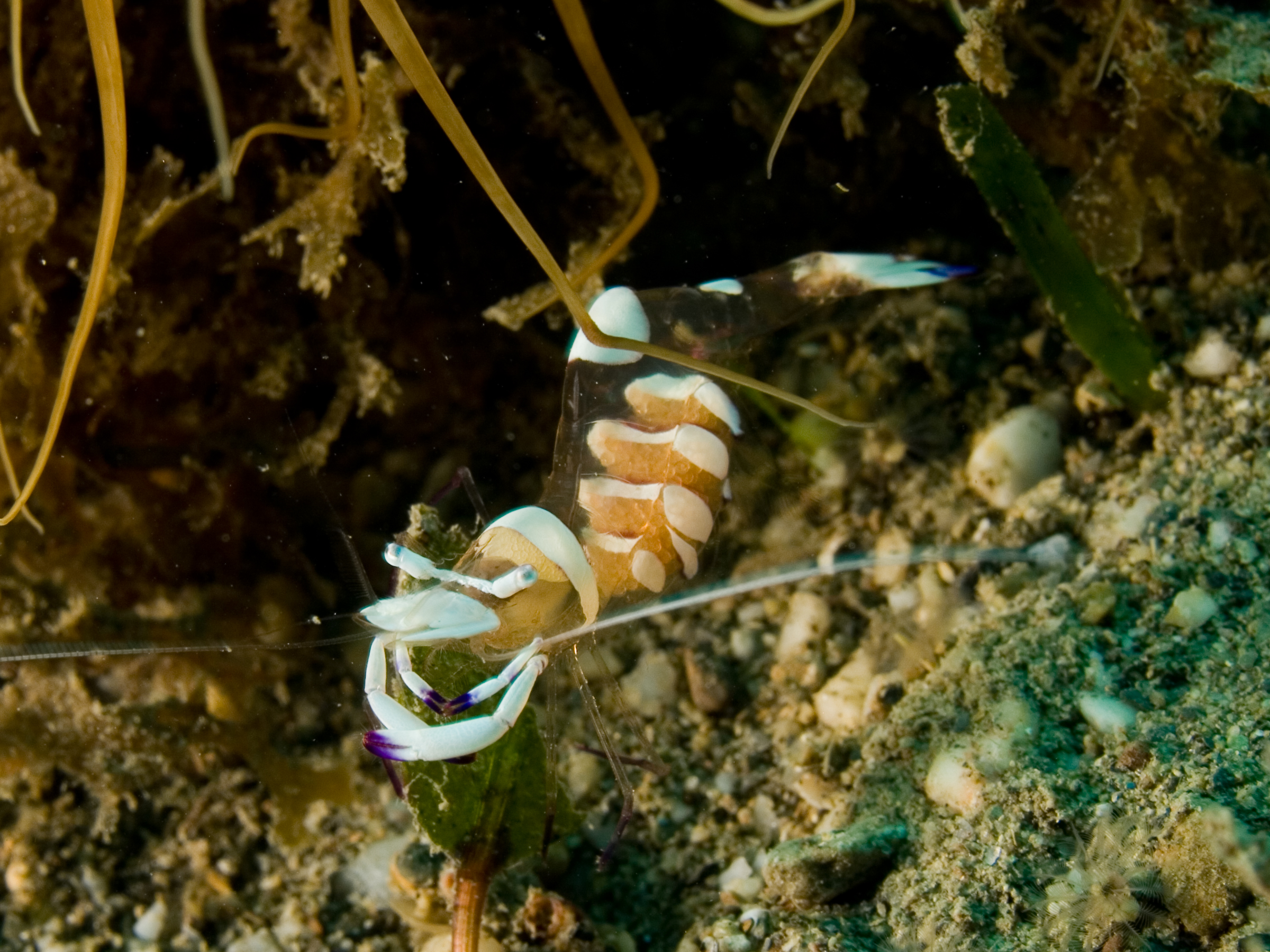
Periclimenes magnificus
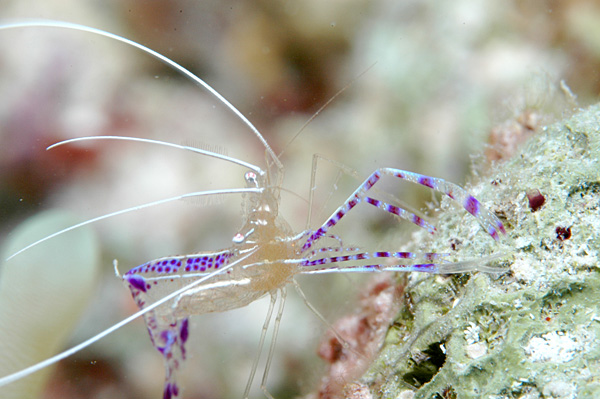
Periclimenes pedersoni
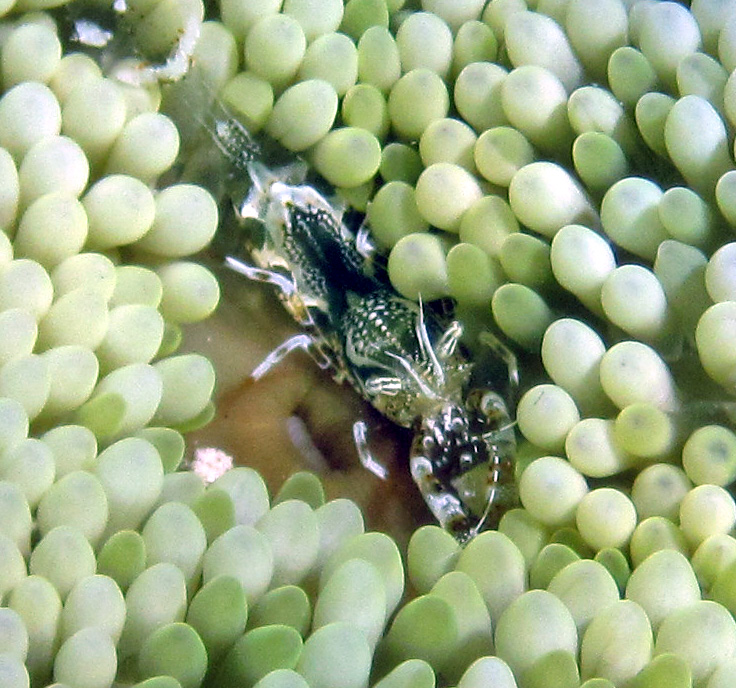
Periclimenes rathbunae
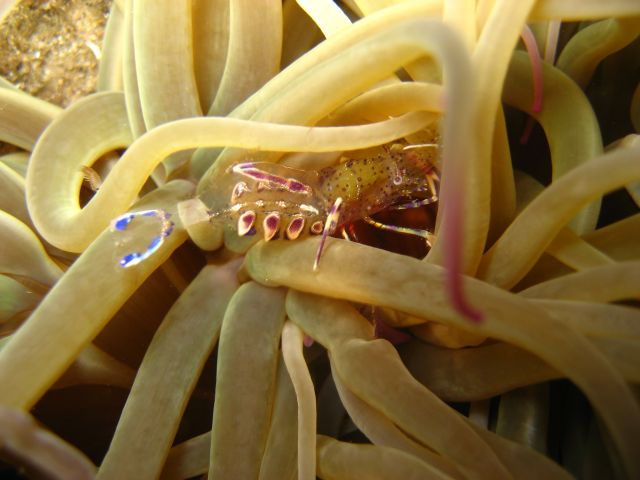
Periclimenes sagittifer sur une anémone.
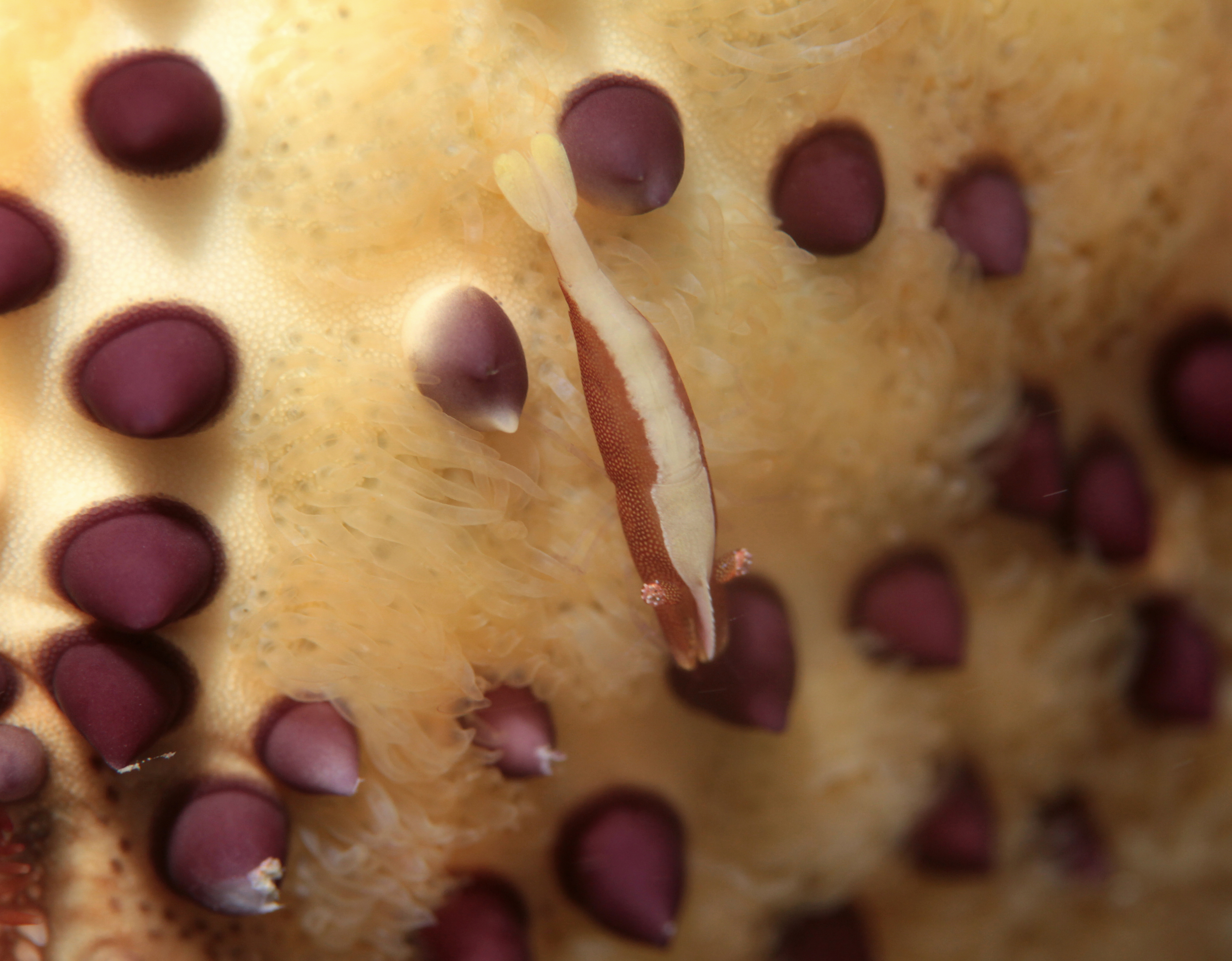
Periclimenes soror sur une étoile de mer Culcita schmideliana à La Réunion.
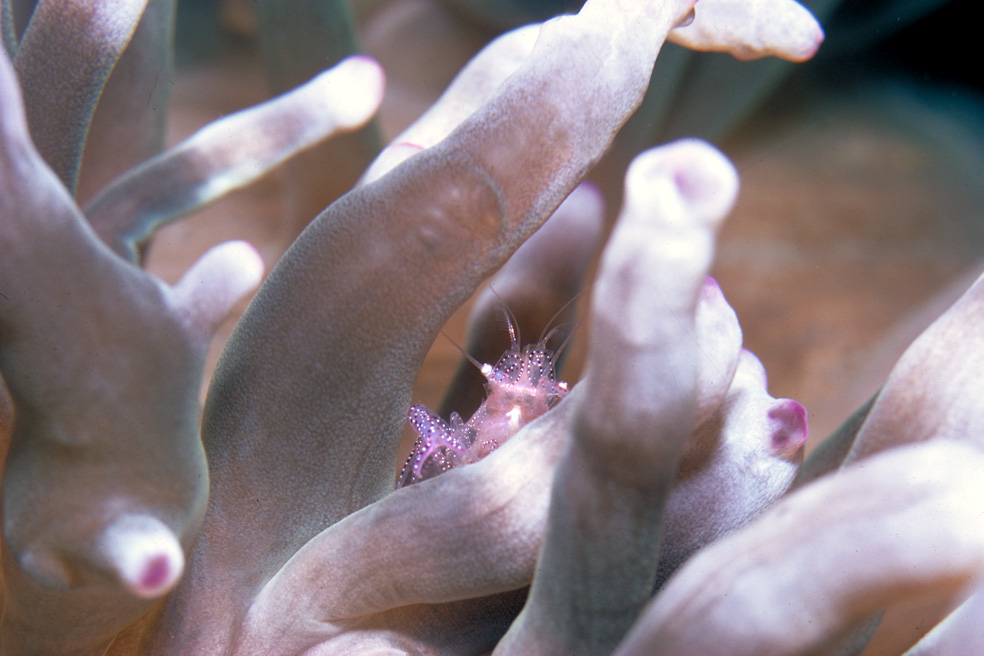
Periclimenes tenuipes sur une anémone en Mer Rouge.
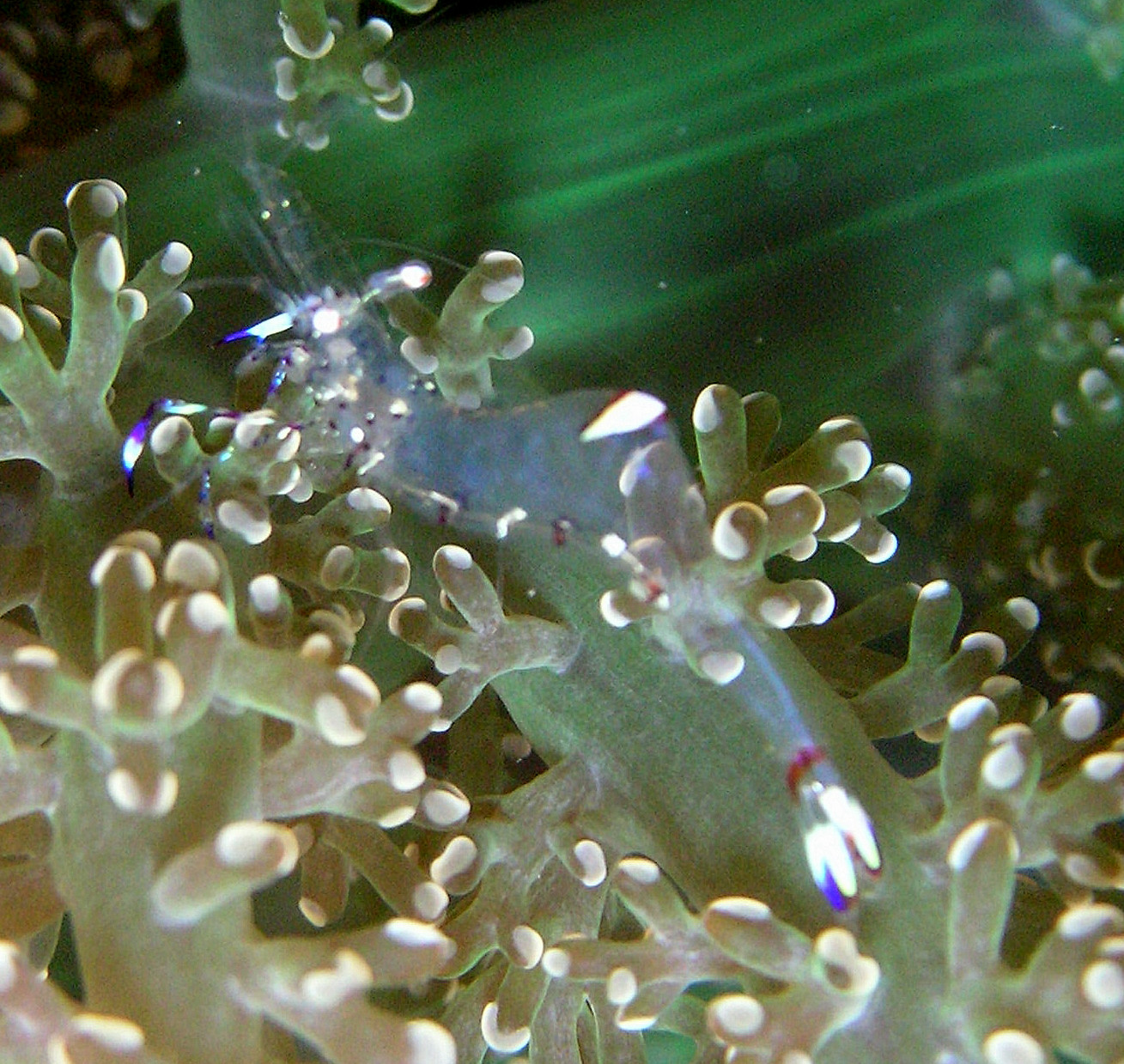
Periclimenes tosaensis
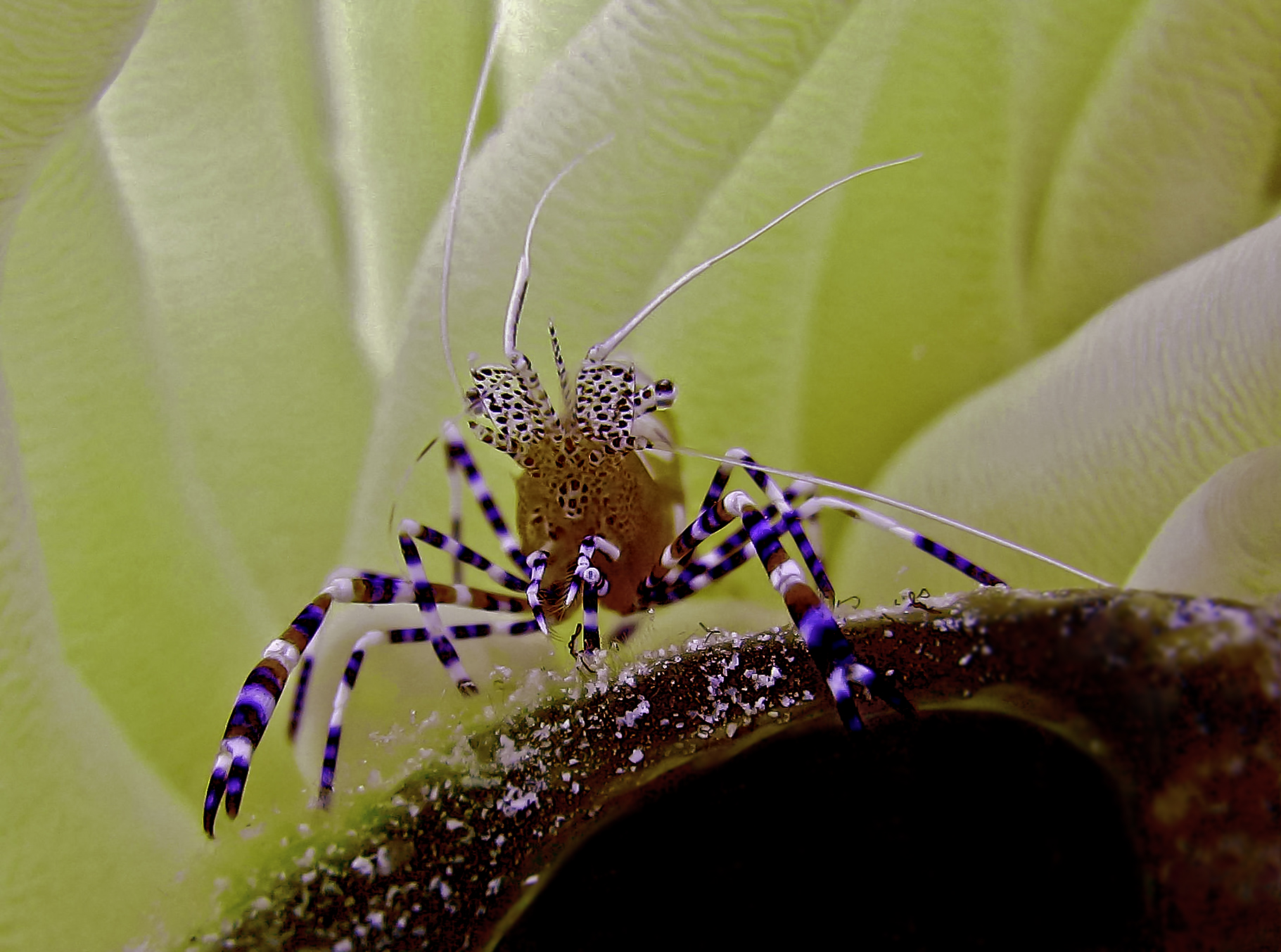
Periclimenes yucatanicus